# Letní paralympijské hry 1964
Letní paralympijské hry 1964, oficiálně II. letní paralympijské hry (japonsky 第二回パラリンピック夏季競技大会), se konaly v japonském Tokiu. Slavnostní zahájení proběhlo 8. listopadu 1964, ukončení se pak uskutečnilo 12. listopadu 1964.
Československo se her nezúčastnilo.

## Seznam sportů
| - Lukostřelba - Atletika - Dartchery | - Vzpírání - Snooker - Plavání | - Stolní tenis - Basketbal (vozíčkáři) - Šerm (vozíčkáři) |

## Pořadí národů
| Pořadí | Země                  | Zlato | Stříbro | Bronz | Celkem |
| ------ | --------------------- | ----- | ------- | ----- | ------ |
| 1      | USA                   | 50    | 41      | 32    | 123    |
| 2      | Spojené království    | 18    | 23      | 20    | 61     |
| 3      | Itálie                | 14    | 15      | 16    | 45     |
| 4      | Austrálie             | 12    | 11      | 7     | 30     |
| 5      | Rhodésie              | 10    | 5       | 2     | 17     |
| 6      | Jihoafrická republika | 8     | 8       | 3     | 19     |
| 7      | Izrael                | 7     | 3       | 11    | 21     |
| 8      | Argentina             | 6     | 14      | 16    | 36     |
| 9      | Západní Německo       | 5     | 2       | 5     | 12     |
| 10     | Nizozemsko            | 4     | 6       | 4     | 14     |
| 13     | Japonsko              | 1     | 5       | 4     | 10     |